# Мови Узбекистану
Мовна картина Узбекистану характеризується низкою своєрідних рис, що виникли внаслідок політичних та історичних процесів ХХ століття. Як рідна мова в країні переважає узбецька мова. Її вважає рідною близько 80 % населення (переважно — етнічні узбеки); решта 20 % населення рідними вважає кілька десятків інших мов. Однією з найпоширеніших рідних мов є російська мова. Вона же найчастіше виступає в ролі другої, третьої та/або іноземної мови для більшої частини неросійського населення республіки. Статус цих найважливіших мов республіки змінювався протягом XX—XXI століть.

## Класифікація
Більшість мов країни належить до двох великих мовних спільнот: до тюркської гілки алтайської сім'ї та до індоєвропейської сім'ї. До тюркської групи належать узбецька, каракалпацька, казахська, туркменська, уйгурська, киргизька та азербайджанська мови, якими говорить більше 85 % населення республіки. З індоєвропейських мов найбільш широко представлені російська та таджицька мови; останнім часом використовується і набуває широкого розвитку (як іноземної) також й англійська мова.

## Провідні мови
В Узбецькій РСР обидві провідні мови — узбецька та російська — мали рівноправний офіційний статус. Проте реальний рівень знання обох мов був різним серед різних груп населення. Так, російське населення здебільшого слабко володіло узбецькою мовою, а серед узбеків містяни володіли російською набагато краще, ніж жителі сільської місцевості. У цілому, загальний рівень володіння російською мовою в країні був і залишається трохи нижчим, ніж у сусідніх Казахстані та Киргизстані, але вище, ніж у Туркменістані та Таджикистані.
Використовуючи відсутність пункту про державну мову в Конституції СРСР 1977 року, у жовтні 1989 року влада Узбецької РСР проголосила узбецьку мову державною; російська мова при цьому була наділена статусом мови міжнаціонального спілкування, яку вона офіційно зберігала до 21 грудня 1995. У новій редакції закону російська мова не згадується, стаття 4 нової Конституції країни проголошує державною мовою країни узбецьку. Проте, біля республіки збереглася і продовжує діяти мережа державних навчальних закладів російською та інших мовами. Сьогодні в Узбекистані функціонують безліч газет і журналів російською мовою, а також 848 шкіл із російською мовою навчання із загальною кількістю 372256 осіб. Водночас з 1 листопада 2012 року за наказом міністерства юстиції республіки російську мову знову дозволили використовувати при оформленні документів в органах РАГС. Де-факто російська мова має широке поширення навіть в офіційних документах і звітах і вважається де-факто офіційною мовою країни поряд з узбецькою.

## Регіональні мови
Крім узбецької мови, яка є державною по всій країні, у низці регіонів використовуються й інші мови. Так, на території автономної республіки Каракалпакстан офіційною є також і каракалпацька мова. У Сохському районі Ферганської області, який з усіх боків оточений територією республіки Киргизія, 99,4 % населення (близько 58 тис. осіб) становлять етнічні таджики. У районному центрі Соха виходить щотижнева газета «Садої Сох» таджицькою мовою. У районі функціонують 24 школи, 2 ліцеї та 2 коледжі з таджицькою мовою навчання. ЗМІ, школи, ліцеї, коледжі та відділення вузів таджицькою мовою функціонують у Сурхандар'їнській, Самаркандській, Бухарській, Наманганській та інших областях із компактним таджицьким населенням. У Ташкентській та Навоїйській областях, а також у Республіці Каракалпакстан функціонують школи та відділення вузів із казахською мовою навчання. У Хорезмській області та Республіці Каракалпакстан функціонують школи з туркменською мовою навчання.
Усього в Узбекистані функціонують 848 російських, 417 казахських, 377 каракалпацьких, 256 таджицьких, 60 киргизьких, 43 туркменських шкіл.

## Сфера використання
Мови Узбекистану зазвичай відмінні за рівнем своєї функціональності залежності від сфери вживання. Так, частка російської мови як мови повсякденного, внутрішньосімейного та ділового спілкування значно перевищує частку тих, хто вважає її рідною. З іншого боку, ціла низка інших міноритарних мов республіки (таджицька, казахська, каракалпацька тощо) вживаються майже виключно у внутрішньосімейному спілкуванні і слабо представлені у діловій та громадській сферах.